# MOA-2008-BLG-310Lb
MOA-2008-BLG-310Lbはさそり座の方角に少なくとも2万光年の位置にあるK型主系列星MOA-2008-BLG-310Lの周囲を公転する太陽系外惑星である。木星の23%、土星の77%の質量を持ち、主星から1.25 auの軌道を公転する。2009年8月4日に重力マイクロレンズ法を用いて発見された。重力マイクロレンズ法で発見される惑星には良くあることだが、軌道周期や軌道離心率は決定されていない。